# ワセイク駅
ワセイク駅（Wassaic）は、ニューヨーク州ダッチェス郡ワセイクにあるメトロノース鉄道の駅。

## 概要
メトロノース鉄道のハーレム線の駅である。この駅からニューヨーク州にあるグランド・セントラル駅に行ける。ハーレム線の最北駅である。

## 利用可能な鉄道路線／列車
メトロノース鉄道：
■ハーレム線
この駅はハーレム線の列車がとまる。列車の最終駅である。

## 駅構造
1面1線（単式）のホームを持つ地上駅である。
| のりば | 路線        | 方向 | 行先                     | 備考 |
| ------ | ----------- | ---- | ------------------------ | ---- |
| 1      | ■ハーレム線 | 上り | グランド・セントラル方面 |      |

奇数の番号の線は西に位置する。

## 隣の駅
メトロノース鉄道
■ハーレム線
テンマイル・リバー - ワセイク駅